# Анамуз (Північна Дакота)
Анамуз (англ. Anamoose) — місто (англ. city) в США, в окрузі Макгенрі штату Північна Дакота. Населення — 230 осіб (2020).

## Географія
Анамуз розташований за координатами 47°52′59″ пн. ш. 100°14′32″ зх. д. / 47.88306° пн. ш. 100.24222° зх. д. (47.883068, -100.242260).  За даними Бюро перепису населення США в 2010 році місто мало площу 1,61 км², з яких 1,59 км² — суходіл та 0,02 км² — водойми.

## Демографія
Згідно з переписом 2010 року, у місті мешкало 227 осіб у 108 домогосподарствах у складі 72 родин. Густота населення становила 141 особа/км².  Було 140 помешкань (87/км²).
Расовий склад населення:
| - 99,6 % — білих - 0,4 % — корінних американців |

До двох чи більше рас належало 0,0 %. Частка іспаномовних становила 0,0 % від усіх жителів.
За віковим діапазоном населення розподілялося таким чином: 18,5 % — особи молодші 18 років, 51,5 % — особи у віці 18—64 років, 30,0 % — особи у віці 65 років та старші. Медіана віку мешканця становила 48,6 року. На 100 осіб жіночої статі у місті припадало 102,7 чоловіків;  на 100 жінок у віці від 18 років та старших — 96,8 чоловіків також старших 18 років.
Середній дохід на одне домашнє господарство  становив 62 836 доларів США (медіана — 59 500), а середній дохід на одну сім'ю — 79 444 долари (медіана — 72 500). За межею бідності перебувало 4,5 % осіб, у тому числі 0,0 % дітей у віці до 18 років та 14,1 % осіб у віці 65 років та старших.
Цивільне працевлаштоване населення становило 140 осіб. Основні галузі зайнятості: освіта, охорона здоров'я та соціальна допомога — 23,6 %, транспорт — 13,6 %, сільське господарство, лісництво, риболовля — 13,6 %.